# Leichtathletik-Weltmeisterschaften 2007/Stabhochsprung der Männer

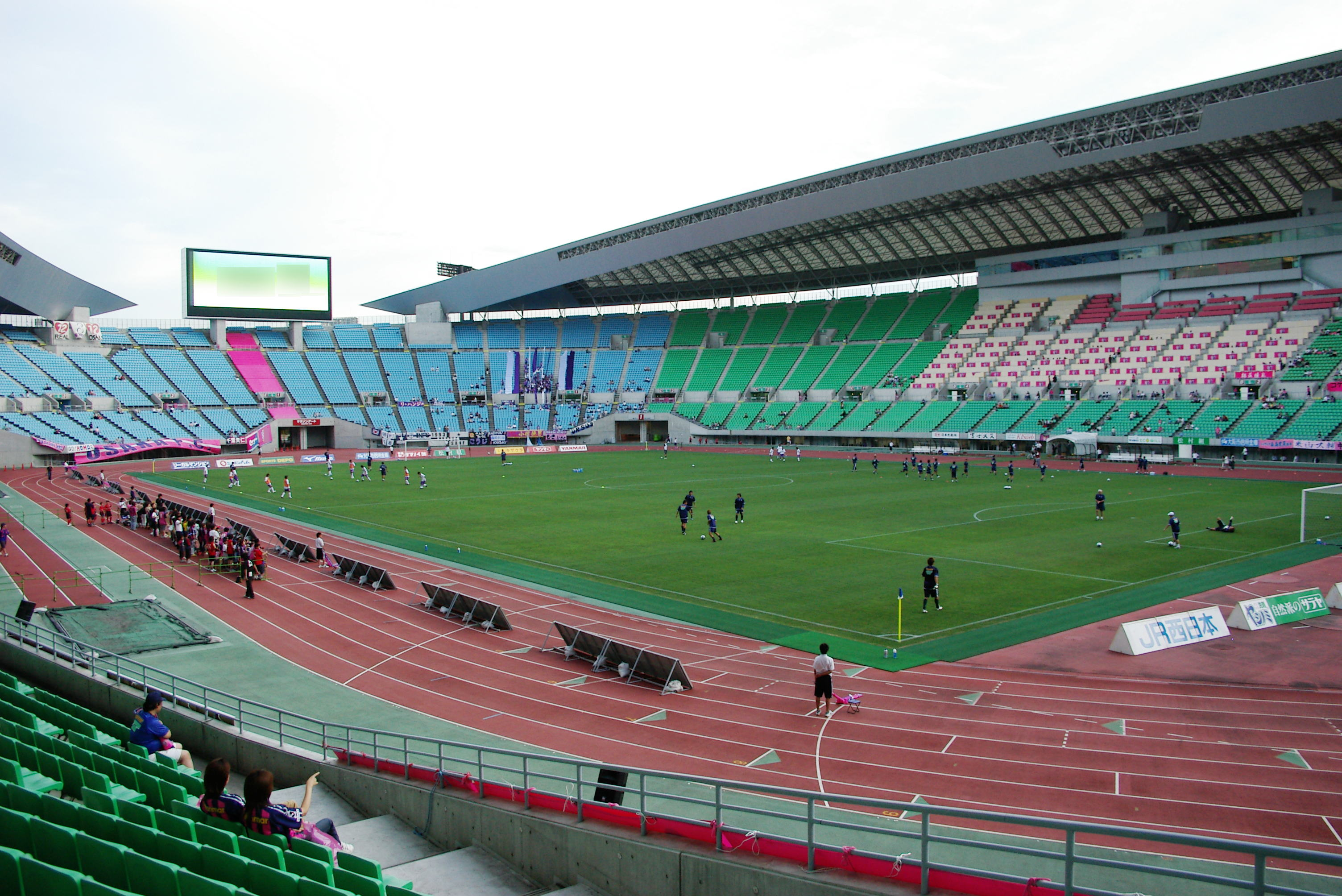
Das Nagai-Stadion in Osaka im Jahr 2004

Der Stabhochsprung der Männer bei den Leichtathletik-Weltmeisterschaften 2007 wurde am 30. August und 1. September 2007 im Nagai-Stadion der japanischen Stadt Osaka ausgetragen.
Es siegte der US-amerikanische Vizeweltmeister von 2005 Brad Walker. Silber ging wie bei den Europameisterschaften 2006 an den Franzosen Romain Mesnil. Der Deutsche Danny Ecker gewann die Bronzemedaille.
Besonders eng ging es im Kampf um Bronze zu. Gleich sechs Springer hatten auf den Rängen  drei bis acht eine Sprunghöhe von 5,85 m aufzuweisen. Die Entscheidung der einzelne Platzierungen fiel nur über die Regeln zu Platzierungen bei gleicher Höhe – IAAF Rule 181.8.

## Bestehende Rekorde
| Weltrekord               | 6,14 m | Serhij Bubka  | Sestriere, Italien          | 31. Juli 1994  |
| Weltmeisterschaftsrekord | 6,05 m | Dmitri Markov | WM 2001 in Edmonton, Kanada | 9. August 2001 |

Der bestehende WM-Rekord wurde bei diesen Weltmeisterschaften nicht eingestellt und nicht verbessert.

## Legende
Kurze Übersicht zur Bedeutung der Symbolik – so üblicherweise auch in sonstigen Veröffentlichungen verwendet:
| – | verzichtet                            |
| o | übersprungen                          |
| x | ungültig                              |
| r | Wettkampf nicht fortgesetzt (retired) |

## Qualifikation
30. August 2007, 19:35 Uhr
31 Teilnehmer traten in zwei Gruppen zur Qualifikationsrunde an. Die Qualifikationshöhe für den direkten Finaleinzug betrug 5,75 m. Nach Beendigung der Versuchsserien über 5,70 m waren nur noch insgesamt zehn Athleten im Wettbewerb. So musste niemand die eigentliche Qualifikationshöhe überhaupt angehen. Die beiden nächstplatzierten Wettbewerber hatten 5,65 m mit ihrem jeweils ersten Sprung gemeistert. Sie und die zehn Athleten mit übersprungenen 5,70 m (hellgrün unterlegt) waren für das am übernächsten Tag stattfindende Finale qualifiziert.

### Gruppe A

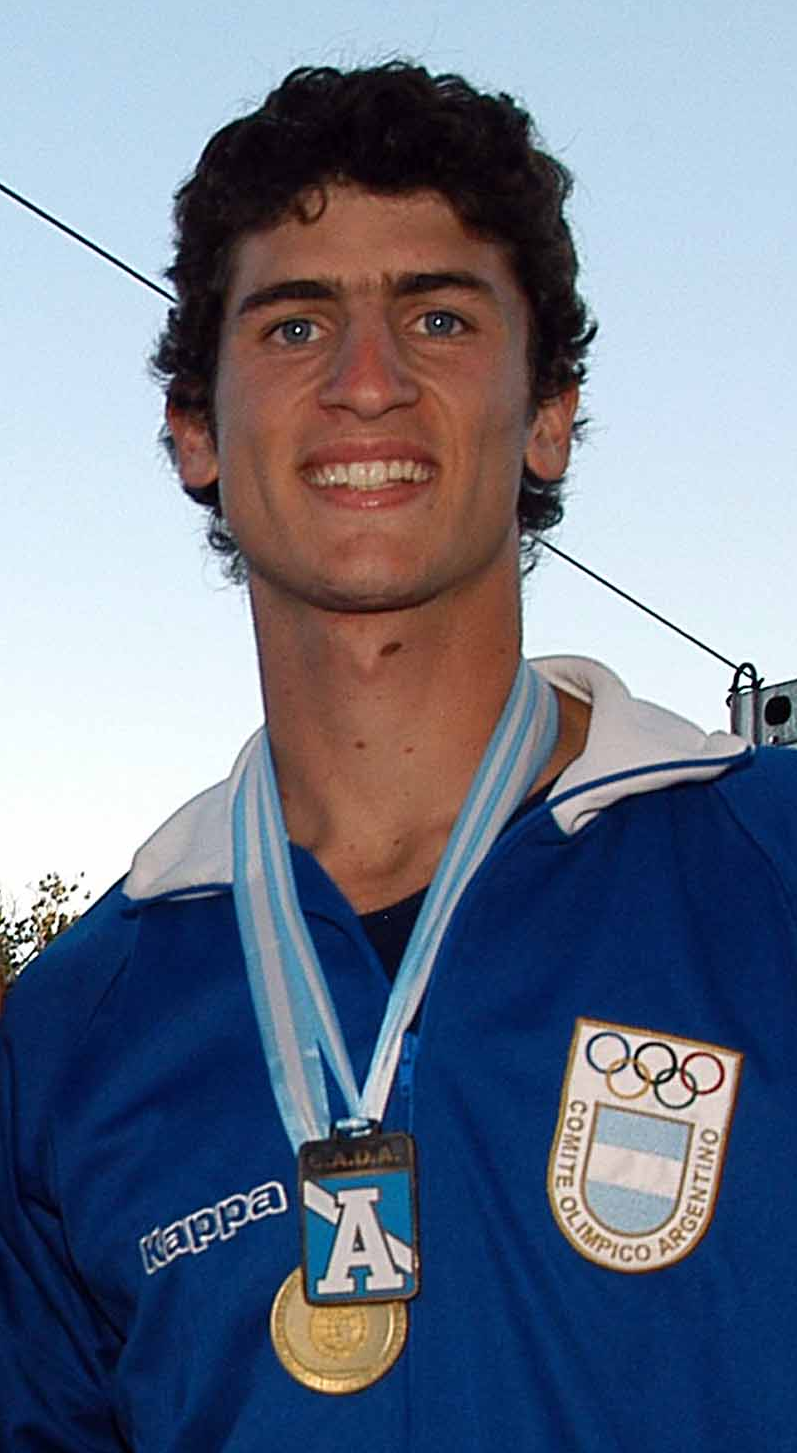
Germán Chiaraviglio schaffte es mit seinen 5,55 m nicht ins Finale
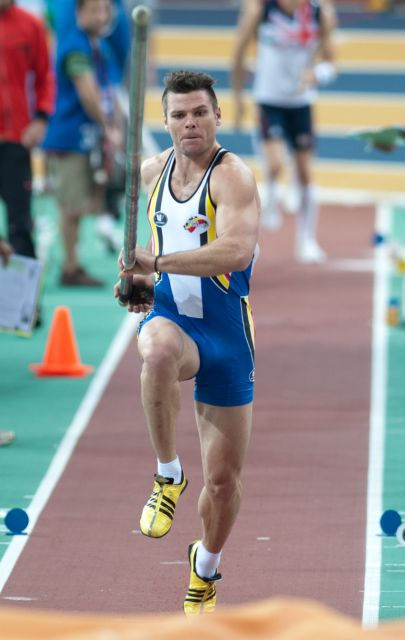
Kevin Rans blieb mit 5,40 m deutlich unter der Qualifikationsnorm für das Finale

| Platz | Name                | Nation              | Resultat (m) | 5,40 m | 5,55 m | 5,65 m | 5,70 m |
| 1     | Danny Ecker         | Deutschland         | 5,70         | –      | o      | –      | o      |
| 1     | Steve Hooker        | Australien          | 5,70         | –      | o      | –      | o      |
| 1     | Igor Pawlow         | Russland            | 5,70         | –      | o      | o      | o      |
| 4     | Jewgeni Lukjanenko  | Russland            | 5,70         | o      | o      | xo     | o      |
| 5     | Brad Walker         | USA                 | 5,70         | –      | o      | –      | xo     |
| 5     | Romain Mesnil       | Frankreich          | 5,70         | –      | o      | –      | xo     |
| 7     | Maksym Masuryk      | Ukraine             | 5,70         | xo     | o      | o      | xo     |
| 8     | Fábio da Silva      | Brasilien           | 5,65         | xo     | xxo    | o      | xxx    |
| 9     | Liu Feiliang        | Volksrepublik China | 5,65         | o      | xxo    | xo     | xxx    |
| 10    | Spas Buchalow       | Bulgarien           | 5,65         | –      | o      | xxo    | xxx    |
| 11    | Alhaji Jeng         | Schweden            | 5,55         | –      | o      | xxx    |        |
| 12    | Germán Chiaraviglio | Argentinien         | 5,55         | xxo    | o      | xxx    |        |
| 13    | Andrej Poljanec     | Slowenien           | 5,40         | o      | –      | xr     |        |
| 13    | Kevin Rans          | Belgien             | 5,40         | o      | xxx    |        |        |
| NM    | Robinson Pratt      | Mexiko              | ogV          | xxx    |        |        |        |

### Gruppe B

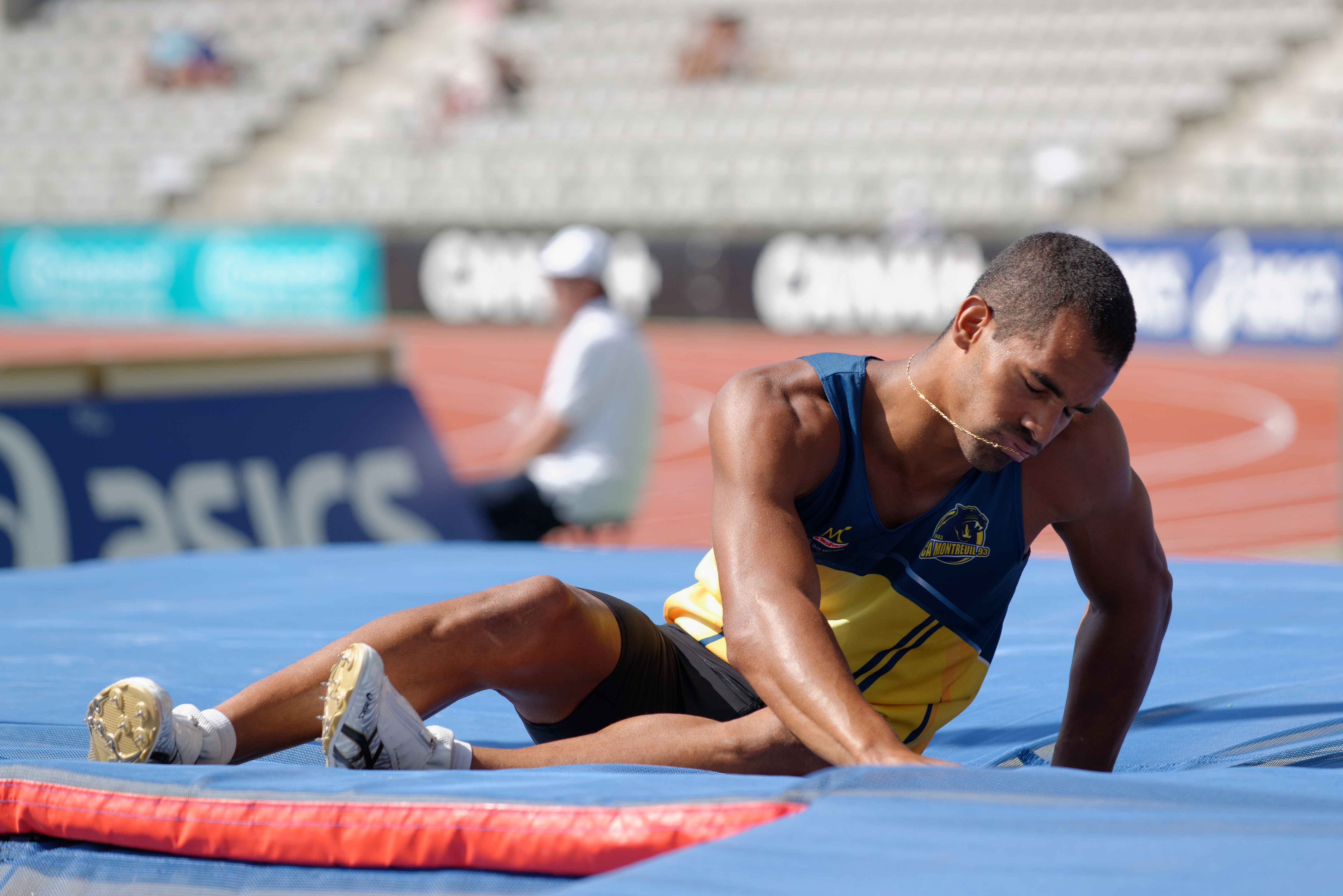
Damiel Dossévi Rang elf mit 5,4ß m
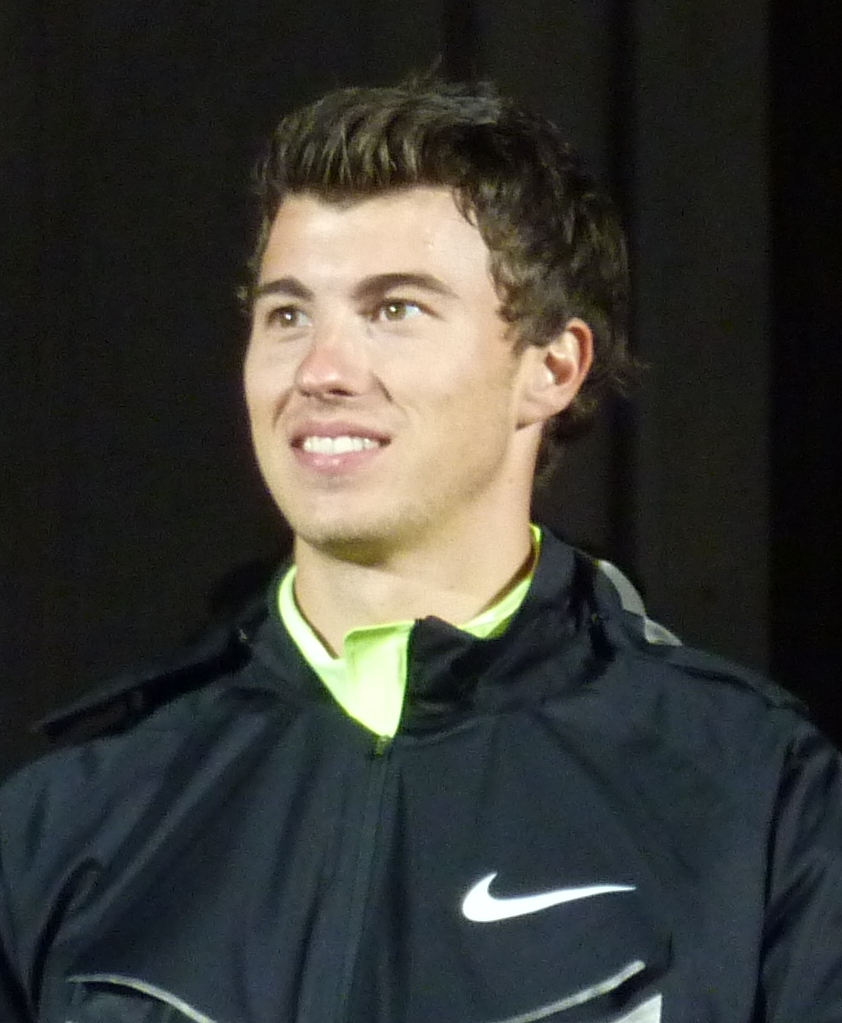
Steven Lewis ohne gültigen Versuch
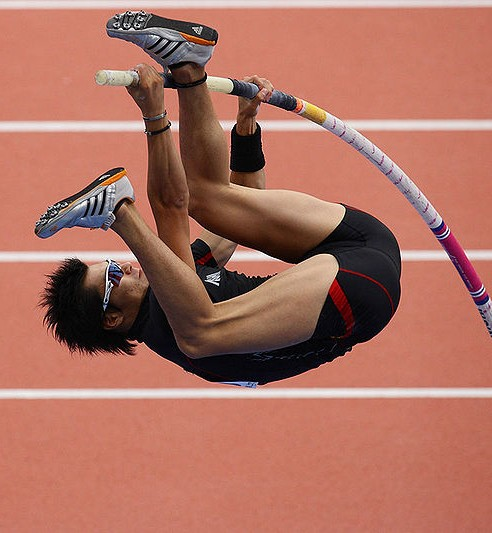
Daichi Sawano ohne gültigen Versuch

| Platz | Name               | Nation         | Resultat (m) | 5,40 m | 5,55 m | 5,65 m | 5,70 m |
| 1     | Denys Jurtschenko  | Ukraine        | 5,70         | –      | xo     | –      | o      |
| 2     | Tim Lobinger       | Deutschland    | 5,70         | –      | xxo    | –      | o      |
| 3     | Björn Otto         | Deutschland    | 5,70         | –      | xo     | –      | xo     |
| 4     | Alexander Awerbuch | Israel         | 5,65         | –      | o      | o      | –      |
| 5     | Jacob Pauli        | USA            | 5,55         | –      | o      | –      | xxx    |
| 5     | Jeff Hartwig       | USA            | 5,55         | o      | o      | xxx    |        |
| 7     | Michal Balner      | Tschechien     | 5,55         | xo     | xo     | xxx    |        |
| 8     | Jérôme Clavier     | Frankreich     | 5,55         | xo     | xxo    | xxx    |        |
| 9     | Oleksandr Korchmid | Ukraine        | 5,40         | o      | xxx    |        |        |
| 9     | Paul Burgess       | Australien     | 5,40         | o      | –      | xxx    |        |
| 11    | Damiel Dossévi     | Frankreich     | 5,40         | xo     | xxx    |        |        |
| NM    | Giovanni Lanaro    | Mexiko         | ogV          | xxx    |        |        |        |
| NM    | Steven Lewis       | Großbritannien | ogV          | xxx    |        |        |        |
| NM    | Pawel Prokopenko   | Russland       | ogV          | xxx    |        |        |        |
| NM    | Daichi Sawano      | Japan          | ogV          | –      | xx–    | x      |        |
| NM    | Leonid Andreyev    | Usbekistan     | ogV          | xr     |        |        |        |

In der Qualifikation aus Gruppe B ausgeschiedene Stabhochspringer:

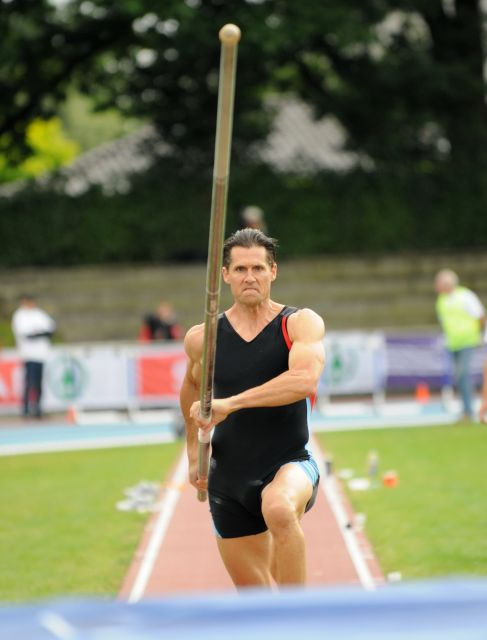
Jeff Hartwig Geteilter Rang fünf mit 5,55 m
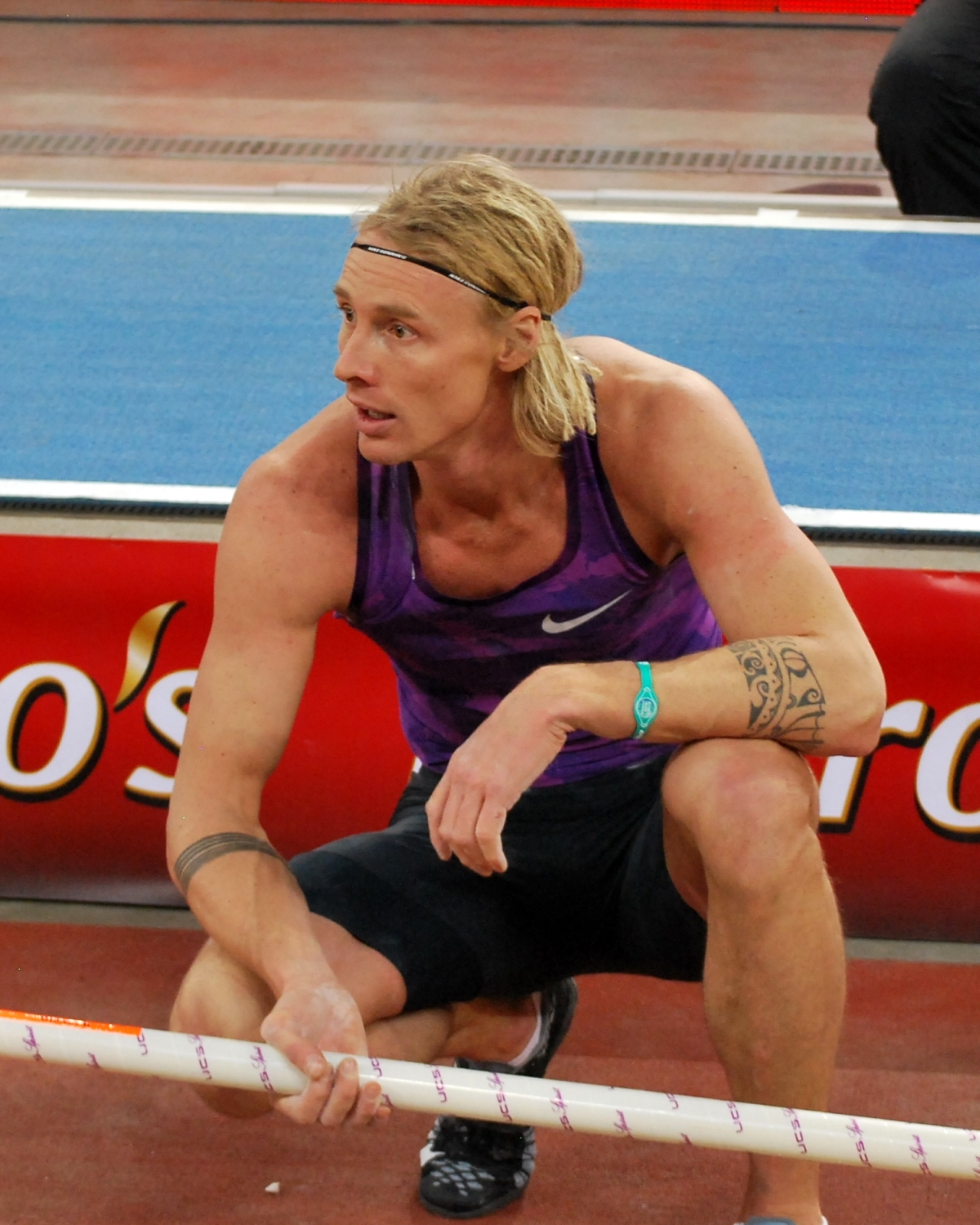
Michal Balner Rang sieben mit 5,55 m
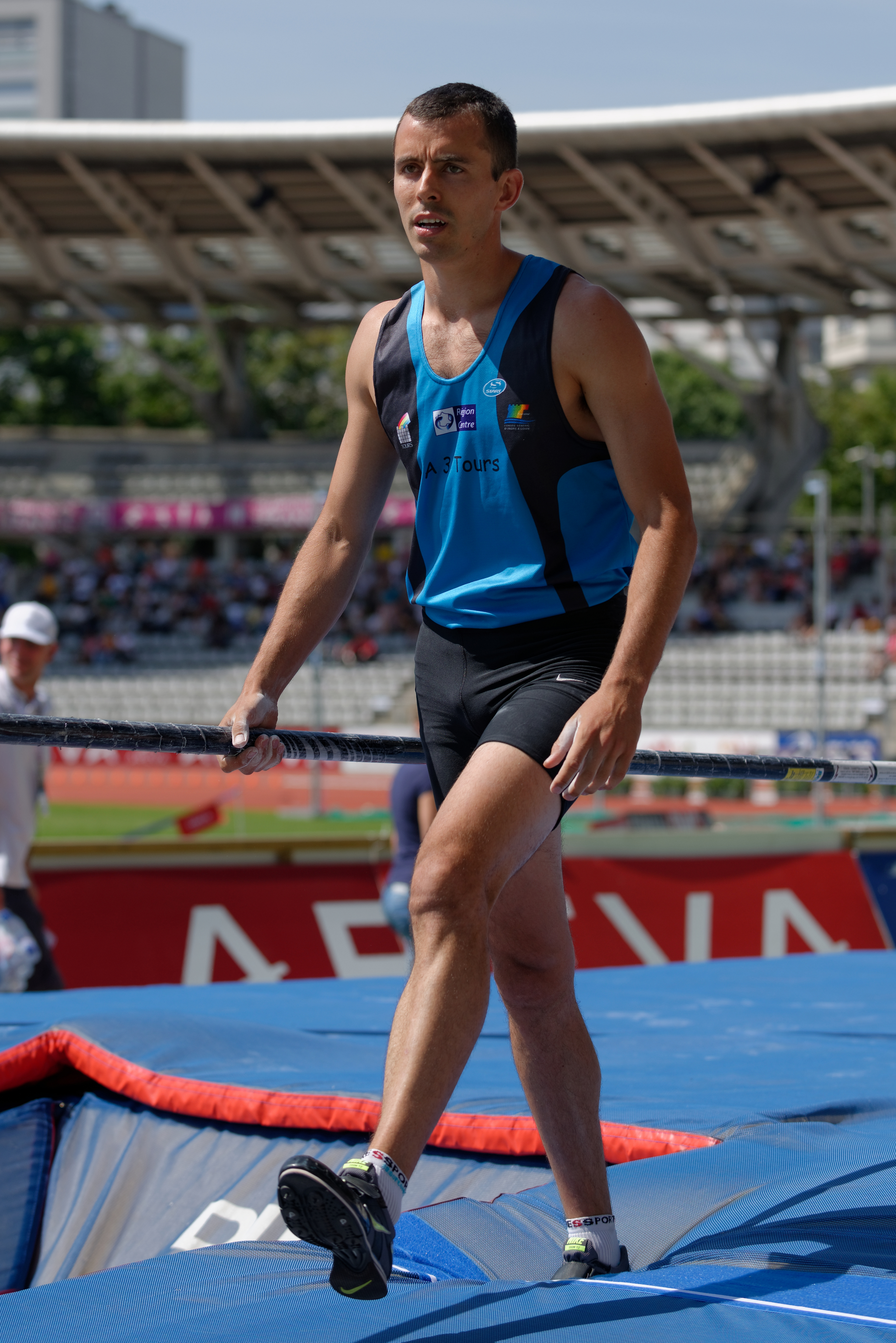
Jérôme Clavier Rang acht mit 5,55 m
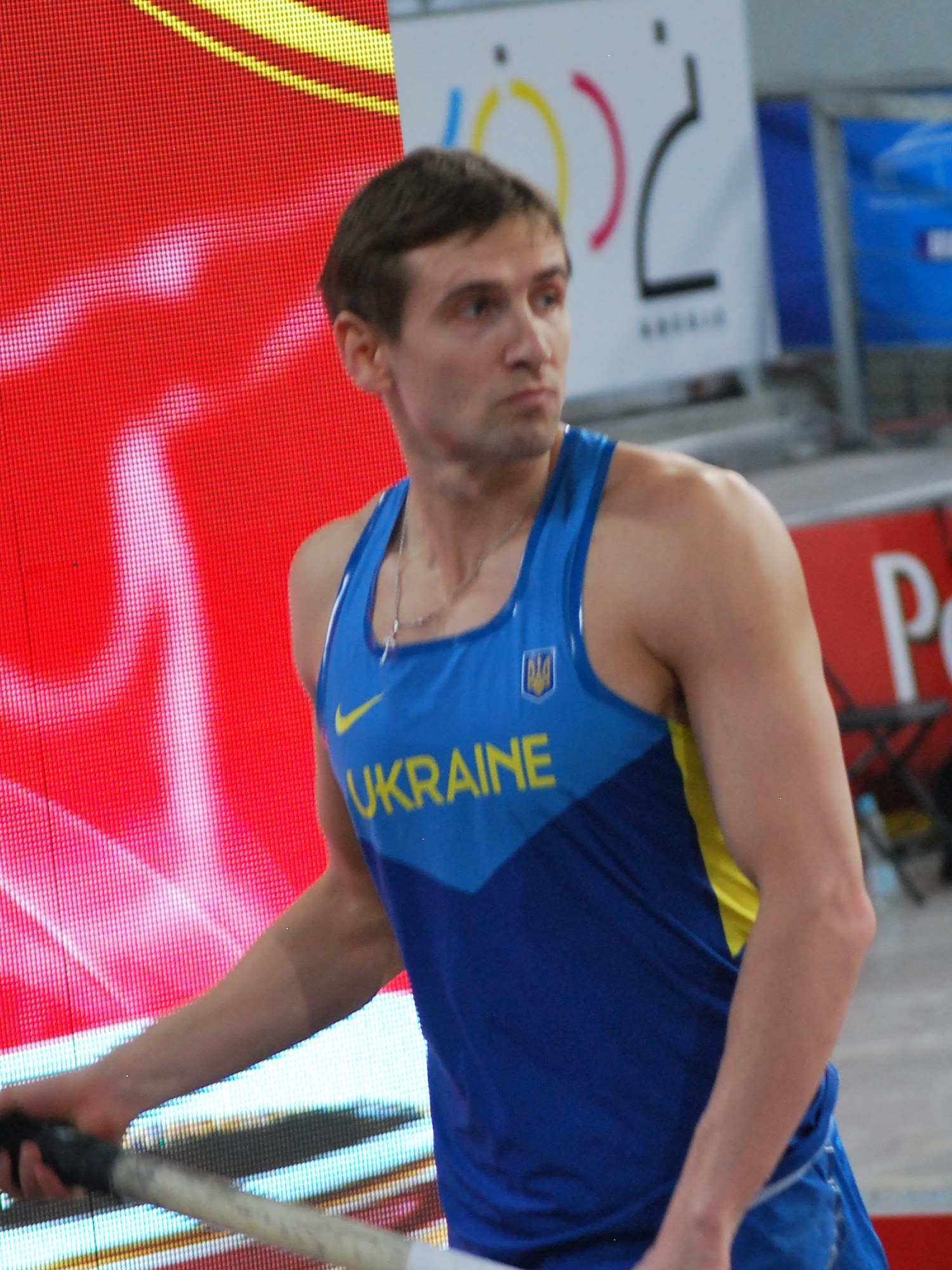
Oleksandr Korchmid Geteilter Rang neun mit 5,40 m

- Damiel Dossévi
Rang elf mit 5,4ß m
- Steven Lewis
ohne gültigen Versuch
- Daichi Sawano
ohne gültigen Versuch

## Finale

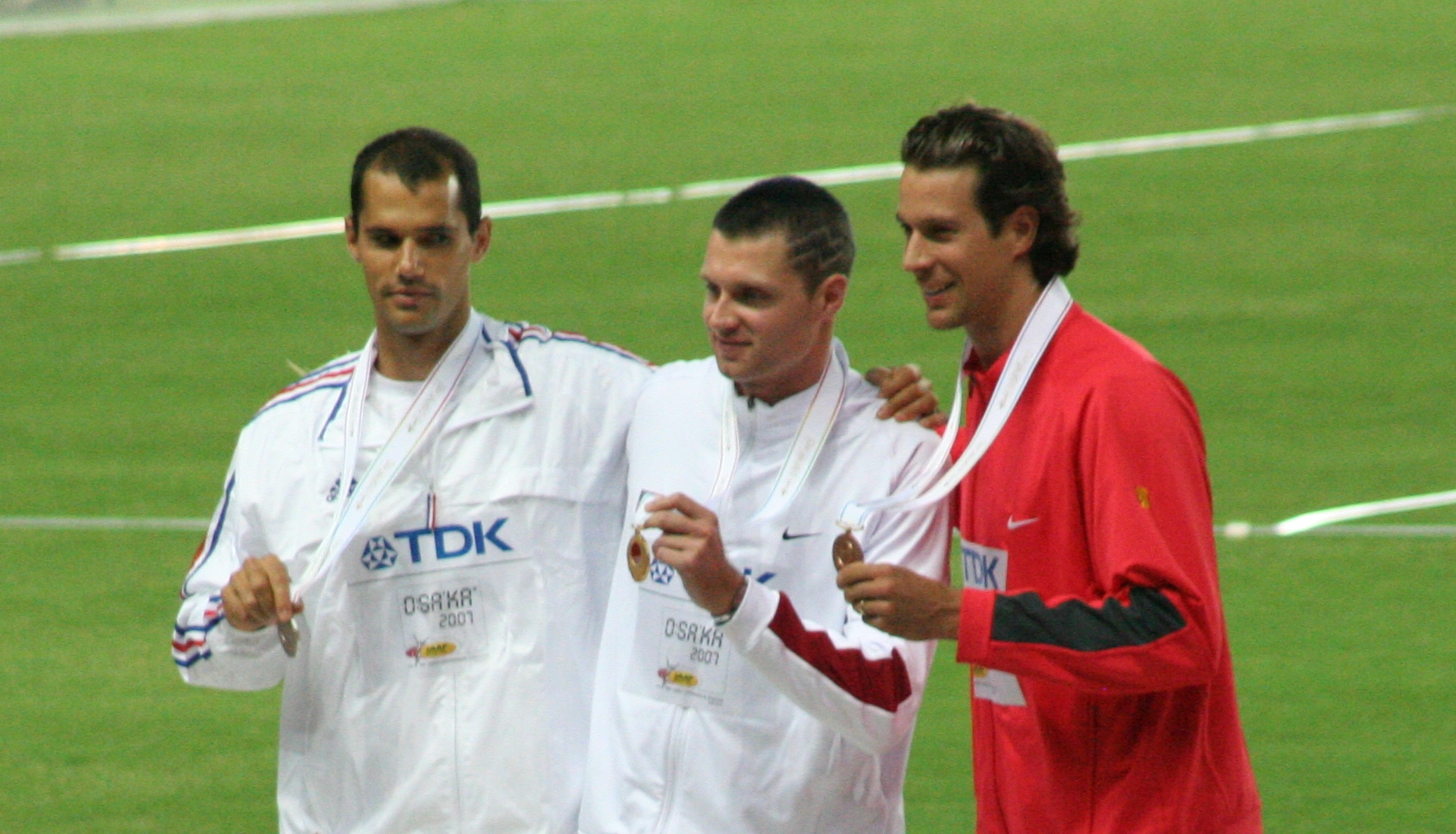
Stabhochsprung-Siegerehrung

1. September 2007, 19:30 Uhr
| Platz | Name               | Nation      | Resultat (m) | 5,51 m | 5,66 m | 5,76 m | 5,81 m | 5,86 m | 5,91 m |
| 1     | Brad Walker        | USA         | 5,86         | o      | o      | x–     | o      | o      | xxx    |
| 2     | Romain Mesnil      | Frankreich  | 5,86         | –      | xo     | –      | o      | xo     | xxx    |
| 3     | Danny Ecker        | Deutschland | 5,81         | o      | o      | –      | o      | x–     | xx     |
| 4     | Igor Pawlow        | Russland    | 5,81         | xo     | o      | x–     | o      | xxx    |        |
| 5     | Björn Otto         | Deutschland | 5,81         | o      | o      | –      | xo     | –      | xxx    |
| 6     | Jewgeni Lukjanenko | Russland    | 5,81         | xo     | o      | o      | xo     | xxx    |        |
| 7     | Alexander Awerbuch | Israel      | 5,81         | –      | o      | –      | xxo    | –      | xxx    |
| 8     | Tim Lobinger       | Deutschland | 5,81         | o      | o      | xo     | xxo    | xxx    |        |
| 9     | Steve Hooker       | Australien  | 5,76         | o      | –      | o      | –      | xx–    | x      |
| 10    | Fábio da Silva     | Brasilien   | 5,76         | o      | xo     | o      | xxx    |        |        |
| 11    | Maksym Masuryk     | Ukraine     | 5,76         | o      | xxo    | xxo    | xxx    |        |        |
| 12    | Denys Jurtschenko  | Ukraine     | 5,66         | o      | xxo    | x–     | xx     |        |        |

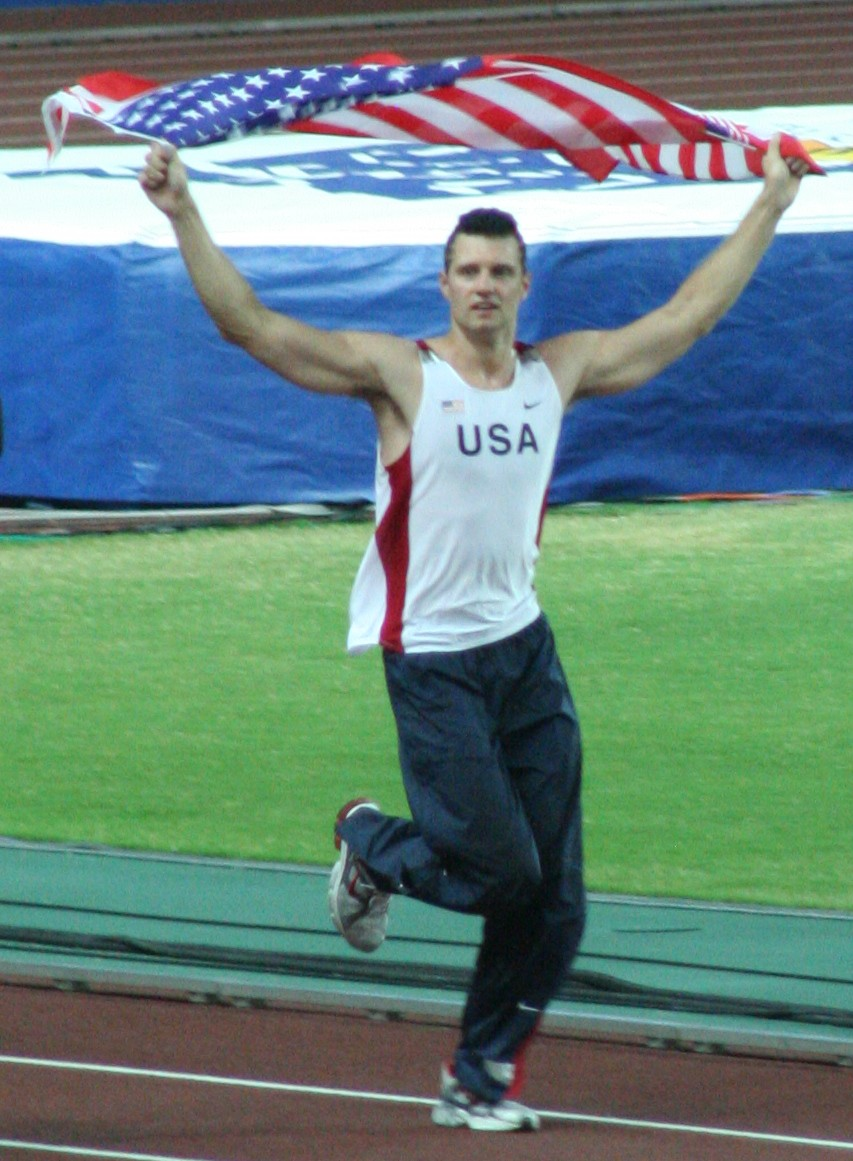
Nach WM-Silber 2005 gab es nun Gold für Brad Walker
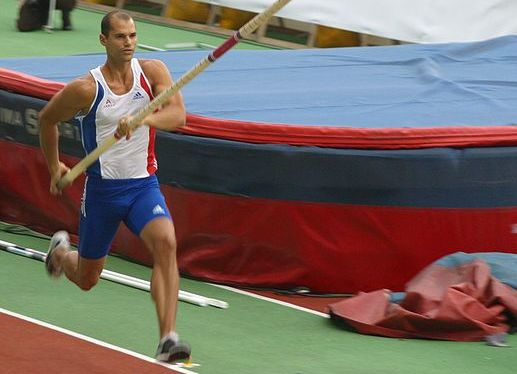
Vizeweltmeister Romain Mesnil
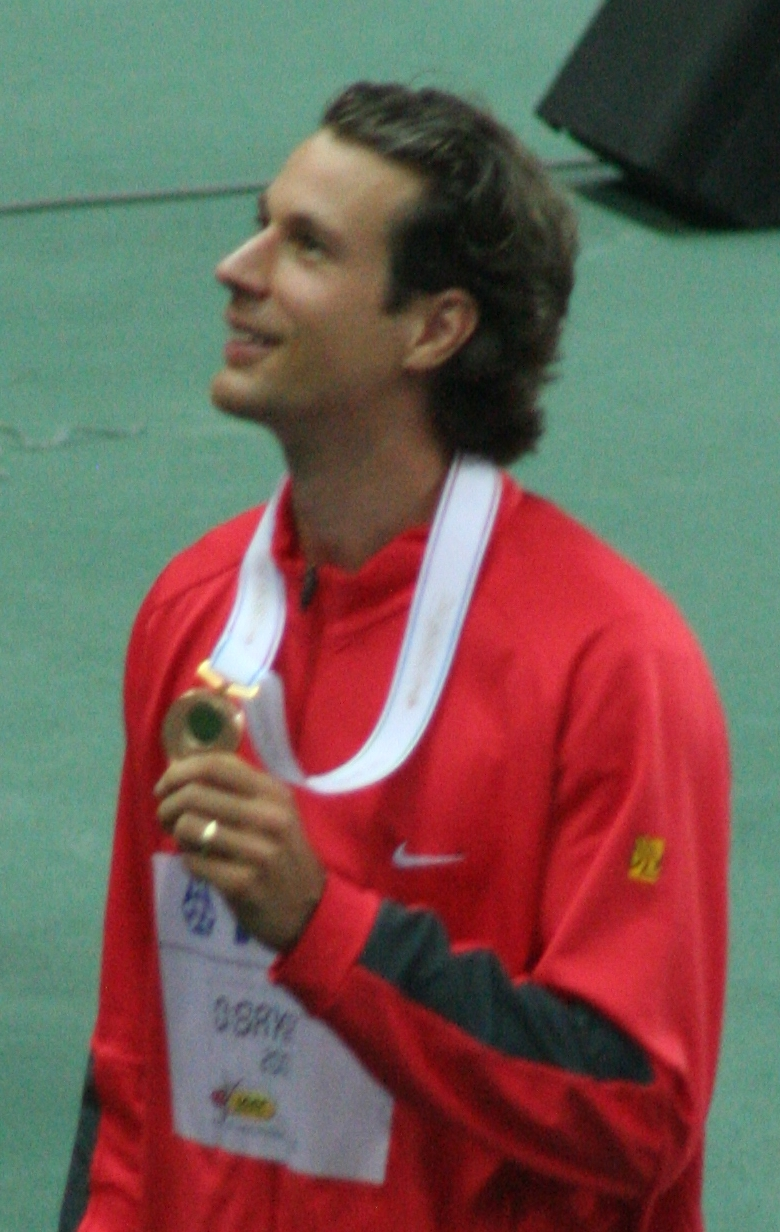
Bronzemedaillengewinner Danny Ecker

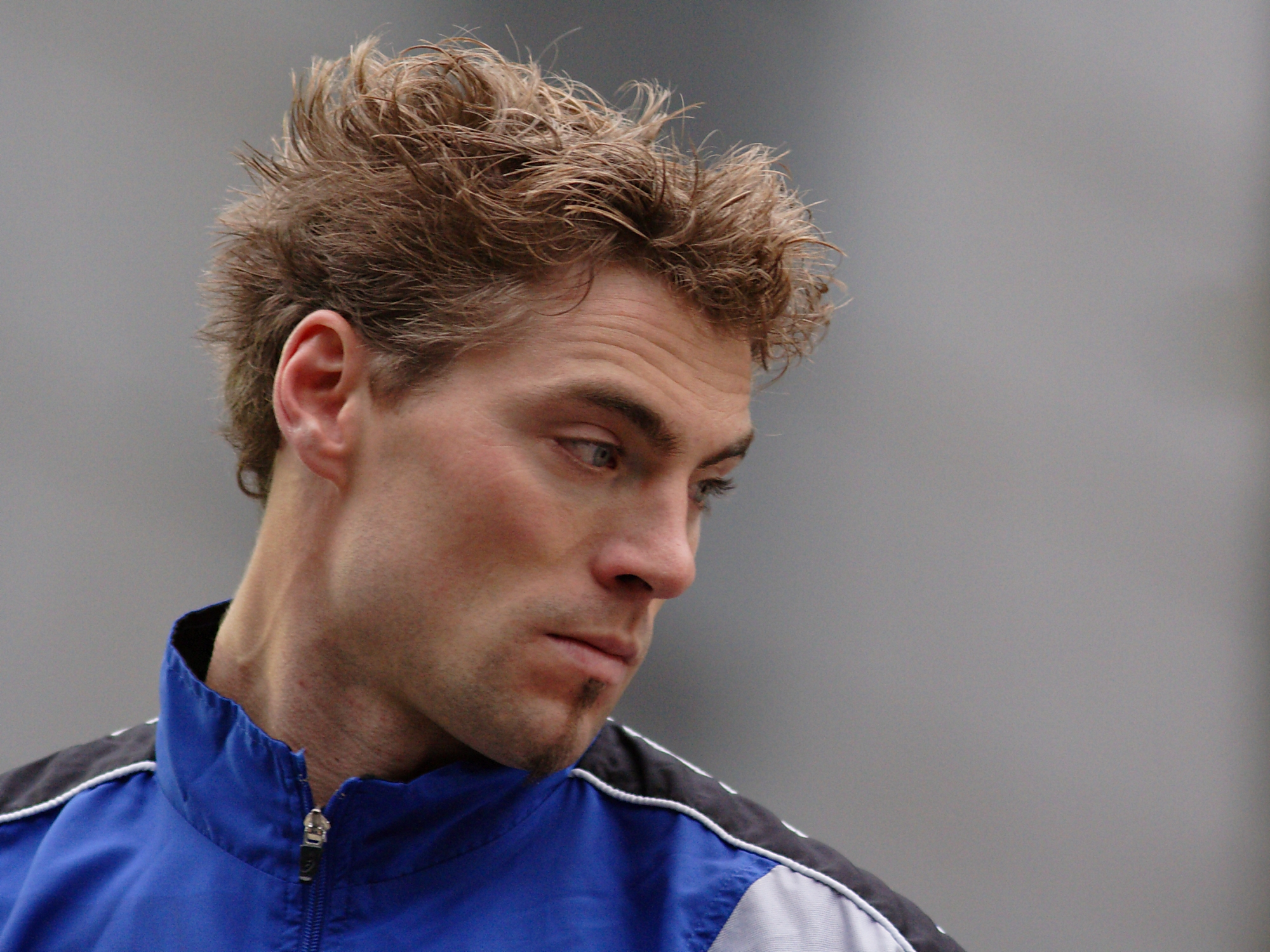
Björn Otto belegte Rang fünf
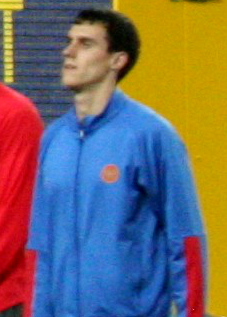
Jewgeni Lukjanenko kam auf den sechsten Platz
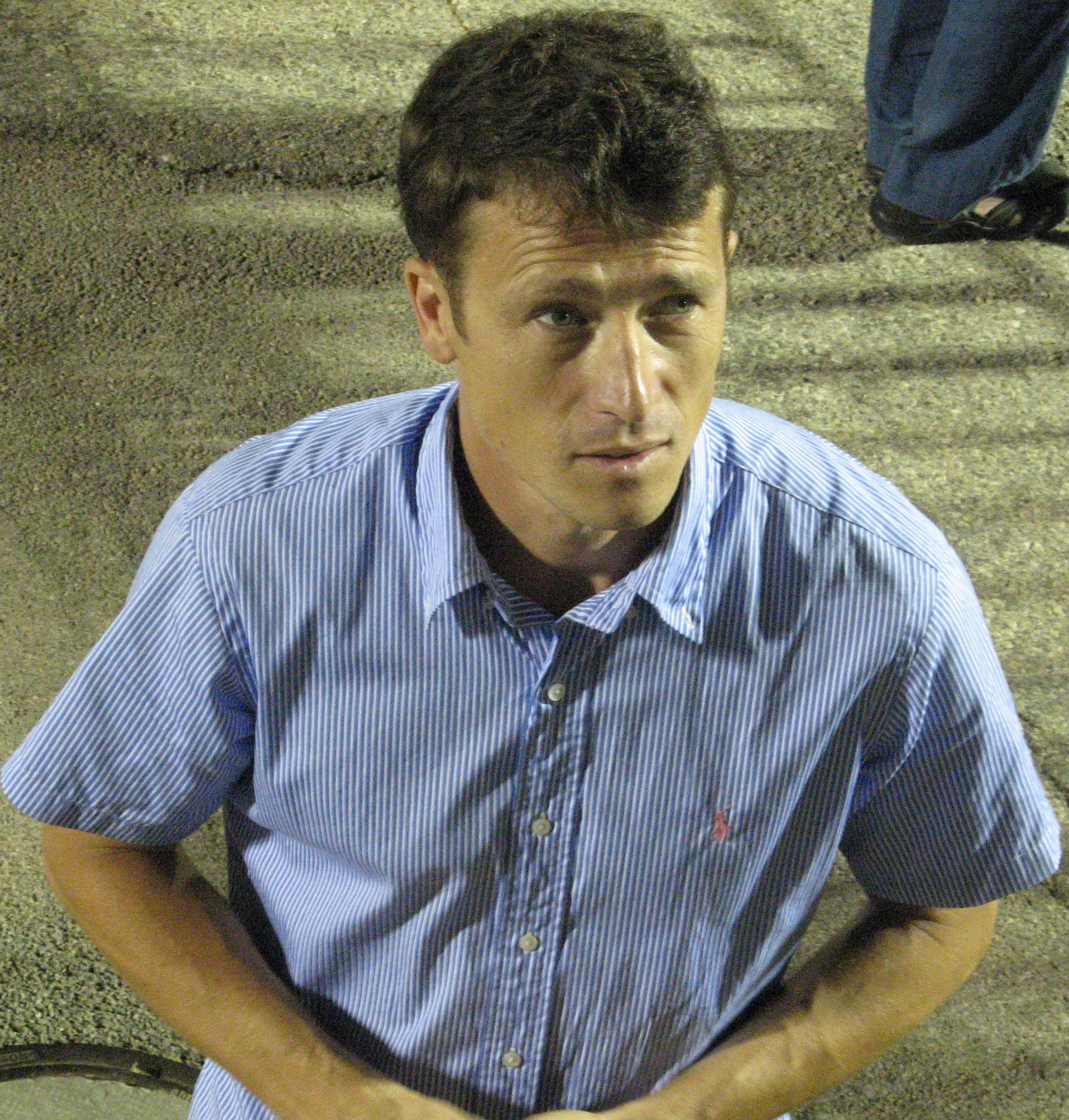
Alexander Awerbuch, 2001 Vizeweltmeister, 1999 WM-Dritter und 2002 Europameister, erreichte Platz sieben
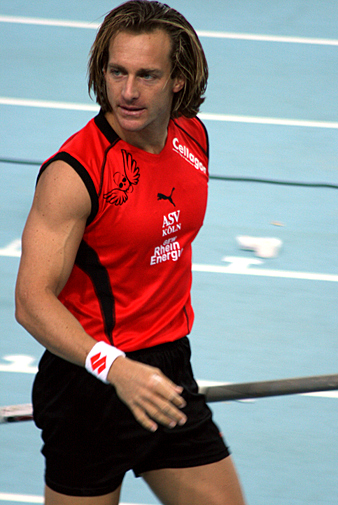
Tim Lobinger wurde Achter
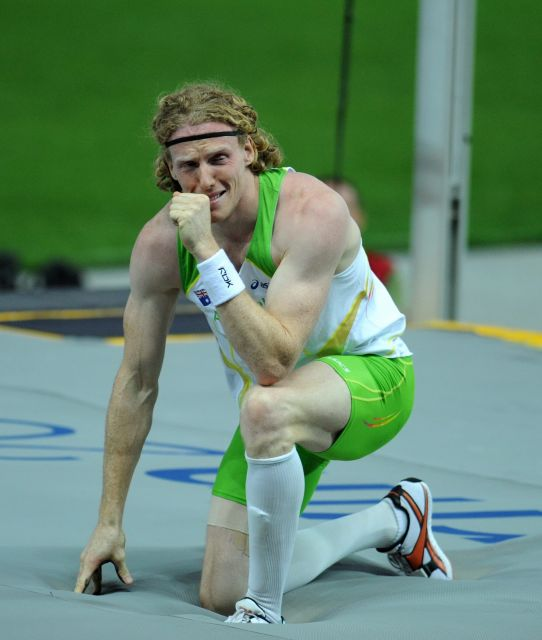
Der neuntplatzierte Steve Hooker
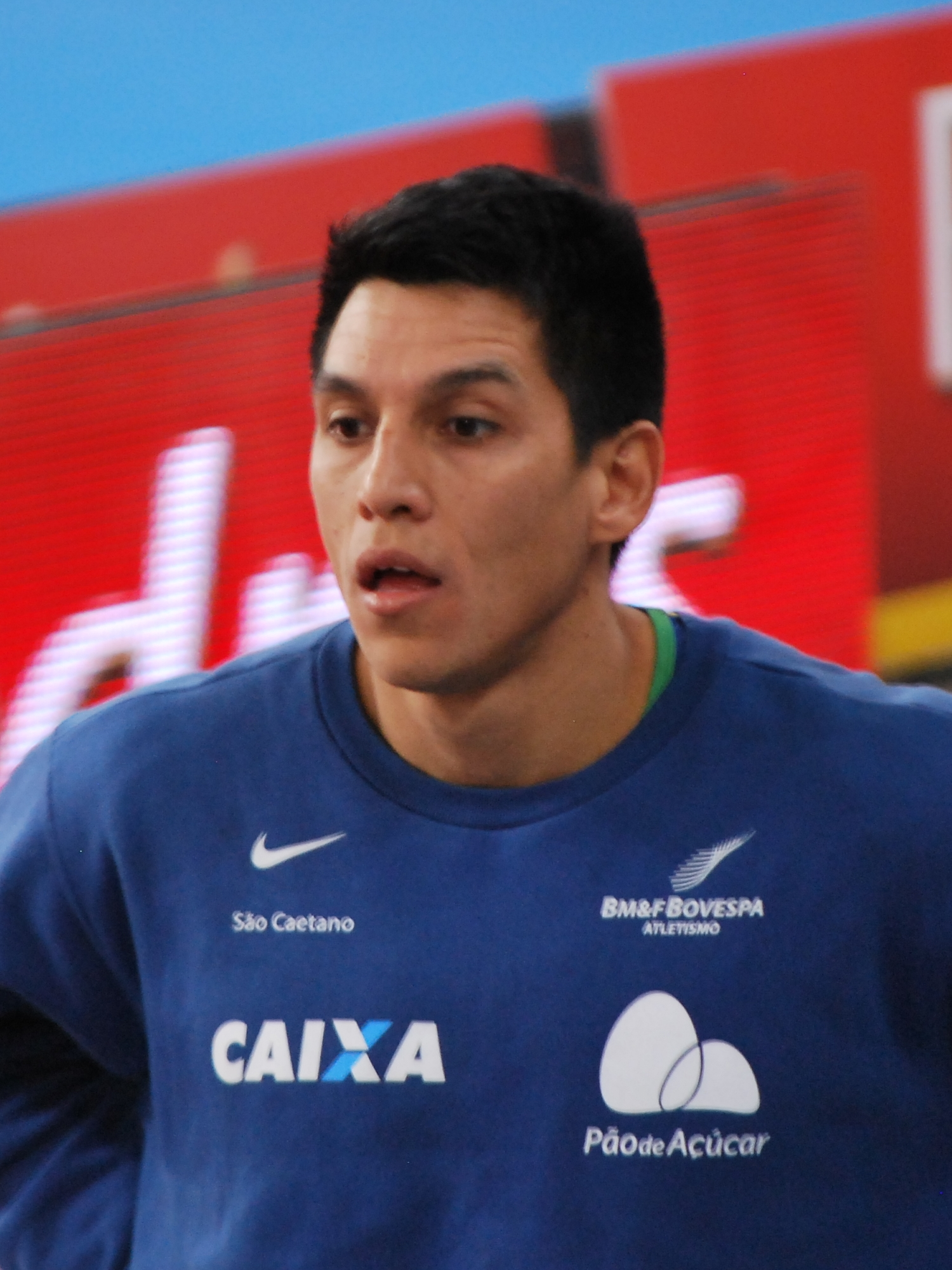
Rang zehn für Fábio da Silva
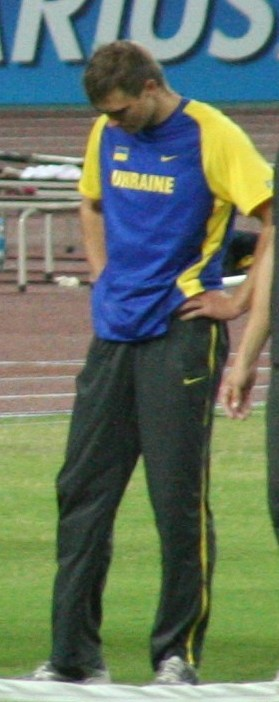
Maksym Masuryk – Platz elf
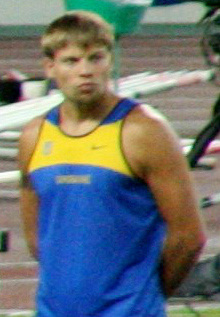
Denys Jurtschenko – Platz zwölf

## Video
- 2007 Polevault World Championships, youtube.com, abgerufen am 26. Oktober 2020